# هنری هیندمن
هنری هیندمن (انگلیسی: Henry Hyndman; ۷ مارس ۱۸۴۲ – ۲۰ نوامبر ۱۹۲۱) نویسنده، روزنامه‌نگار، بازیکن کریکت و سیاست‌مدار اهل بریتانیا بود.
وی در ابتدا محافظه کار بود ولی بواسطه مانیفست حزب کمونیست کارل مارکس سوسیالیست شد و در سال ۱۸۸۱ اولین حزب سیاسی چپ بریتانیا، بنام فدراسیون دموکراتیک، که بعدها به عنوان فدراسیون سوسیال دموکرات شناخته شد را تأسیس کرد. اگر چه این حزب رادیکال‌های برجسته ای مانند ویلیام موریس و جرج لنسبوری را به خود جذب کرد، اما او به عنوان یک اقتدارگرا که نمی‌توانست حزب خود را متحد کند، فرد خوشایندی نبود. او اولین نویسنده ای بود که کارهای مارکس را به زبان انگلیسی ترجمه و معرفی کرد.

## زندگی‌نامه
هیندمن به عنوان پسر یک تاجر ثروتمند در ۷ مارس سال ۱۸۴۲ در لندن به دنیا آمد. بعد از تحصیلات خانگی به کالج ترینیتی (کمبریج) وارد شد.

## حرفه سیاسی

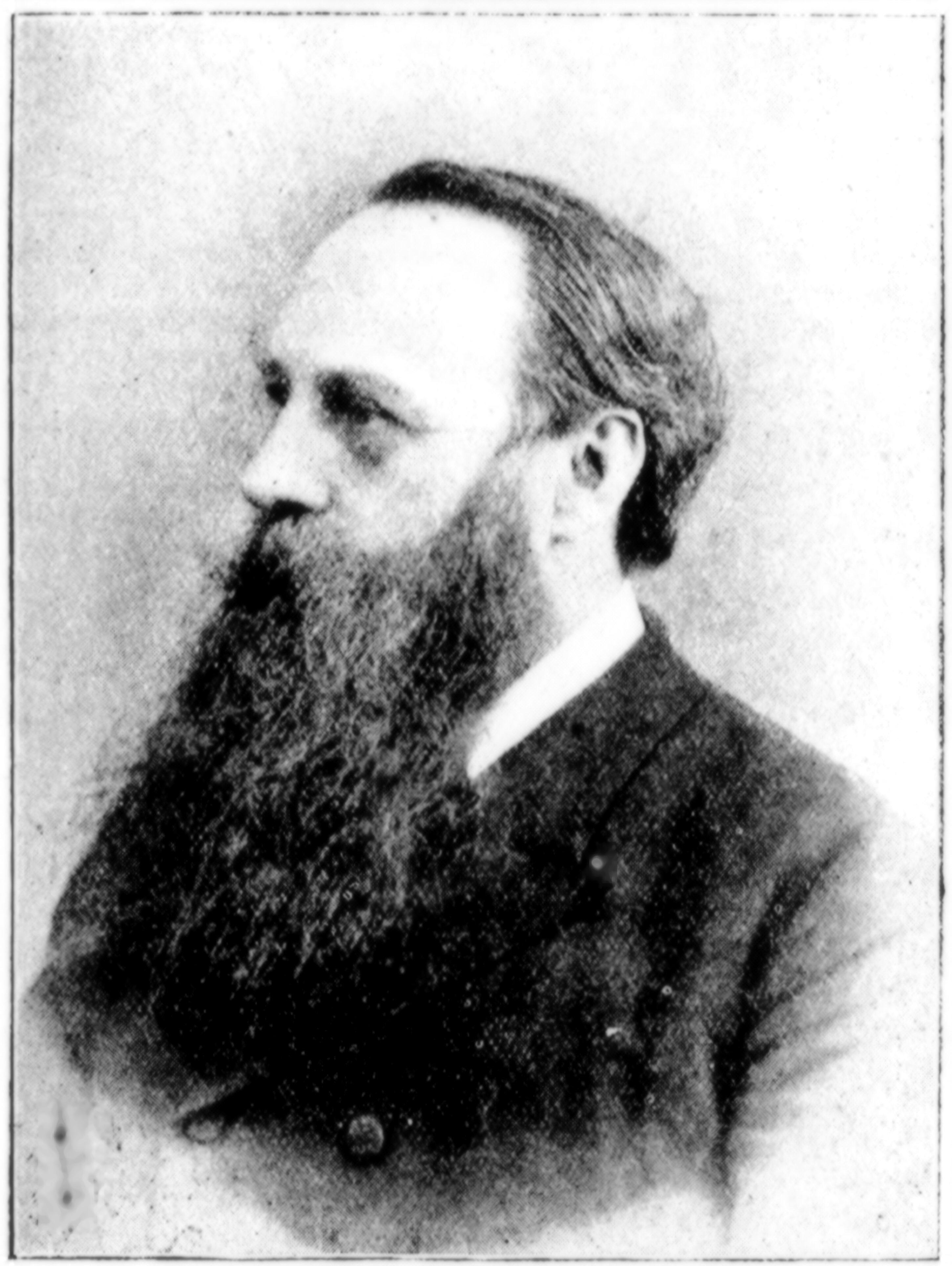
هیندمن- ۱۸۹۵

هیندمن علاقه‌مند شد که سیاسی شود ولی قادر به پیدا کردن یک حزب که بتواند به‌طور کامل از آن حمایت کند نبود لذا تصمیم گرفت که به عنوان یک فرد مستقل در انتخابات عمومی سال ۱۸۸۰ ماری لبون شرکت کند ولی موفق نشد.
اندکی پس از انتخابات، یک رمان از زندگی فردیناند لاسال را خواند. مجذوب لاسال شد و تصمیم گرفت تا در مورد این قهرمان رمانتیک که در سال ۱۸۶۴ در دوئل کشته شده بود، تحقیق کند. دریافت که لاسال سوسیالیست بوده، گاهی اوقات دوست کارل مارکس و گاهی اوقات دشمن او. هیندمن مانیفست کمونیست مارکس را مطالعه کرد و اگر چه در ارتباط با ایده‌های مارکس ابهام داشت ولی شیفته نظرگاه‌های او در مورد کاپیتالیسم شد. او همچنین تحت تأثیر کتاب توسعه و فقر و نظرگاه هنری جرج که امروز به عنوان جرجیسم شناخته می‌شود، شد.